# Austin Clarke (poeta)
Austin Clarke (Dublino, 9 maggio 1896 – Dublino, 19 marzo 1974) è stato un poeta, drammaturgo e romanziere irlandese.

## Biografia

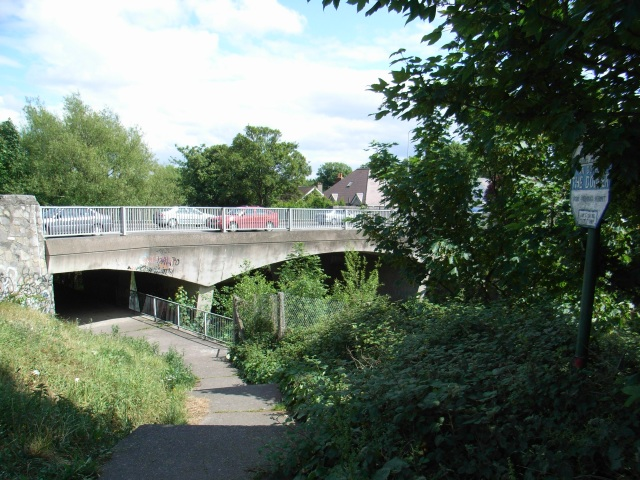
Ponte dedicato ad Astin Clarke, a Templeogue

Austin Clarke fu tra i fondatori della Irish Academy of Letters nel 1932; raccolse l'eredità di William Butler Yeats impegnandosi per la rinascita del teatro di poesia in Irlanda.
Esordì con un libro di poesie intitolato The vengeance of Fionn (1917), a cui seguirono: The fires of Baal (1921), un voluminoso poema narrativo incentrato sull'antica Palestina e sul popolo degli ebrei; The sword of the west (1921) e The cattledrive in Connaught (1925), due poemi ispirati da leggende gaeliche; Pilgrimage (1929) e Collected poems (1936); raccolta di poesie scritte in gaelico.
Scrissi anche romanzi, tra i quali si possono menzionare Bright temptation (1932); The singing-men at Cashel (1936); Beyond the Pale (1967), oltre che commedie in versi, quali The flame (1930); Black fast (1941); As the crow  flies (1943); The third kiss (1967); The Impuritans (1972), nelle quali prese spunto dalla tradizione medievale e dalle leggende medievali irlandesi, collegandole alla situazione contemporanea del suo Paese, satireggiando il dogmatismo religioso e il bigottismo del suo tempo, visti come elementi oppressivi della libera creatività del poeta.
Nel 1938 formò una compagnia teatrale che recitò al Lyric Theatre, oltre ad opere di Yeats, Fitzmaurice e Donagh, i suoi drammi in versi, tra i quali The Kiss (1942); The Viscount of Blarney (1944); The Second Kiss (1946).
Diede alle stampe inoltre un libro di ricordi, intitolato Twice round the black Church (1962) e alcuni saggi.

## Opere

### Poesie
- The vengeance of Fionn (1917);
- The fires of Baal (1921);
- The sword of the west (1921);
- The cattledrive in Connaught (1925);
- Pilgrimage (1929);
- Collected poems (1936).

### Teatro
- The flame (1930);
- Black fast (1941);
- The Kiss (1942);
- As the crow  flies (1943);
- The Viscount of Blarney (1944);
- The Second Kiss (1946);
- The third kiss (1967);
- The Impuritans (1972).

### Romanzi
- Bright temptation (1932);
- The singing-men at Cashel (1936);
- Beyond the Pale (1967).